# Julienne Bretton des Chapelles
Thérèse Jeanne Julienne Bretton des Chapelles, ofta kallad Juliette, född 1773, död 1828, var barndomsvän till kejsarinnan Josephine de Beauharnais. Hon var gift med Pierre de Bauduy de Bellevue, grundaren av företaget DuPont, och tillhörde de flyktingar från Saint-Domingue som emigrerade till USA efter den haitiska revolutionen. Hennes korrespondens har blivit föremål för omfattande historisk forskning och uppfattas som en viktig historisk källa.

## Biografi
Julienne Bretton var född i den franska kolonin Saint-Domingue, nuvarande Haiti, som dotter till plantageägaren och officeren i franska milisen Jean-Baptiste François Bretton des Chapelles (1739–1795). Hon var under sin barndom vän med Josephine de Beauharnais, dotter till en plantageägare på Martinique. Enligt legenden blev de en dag, tillsammans med en tredje flicka, spådda av en gammal slavinna, Euphémia, som förutsade att Josephine skulle gifta sig med en kejsare. År 1790 gifte sig Juliette med Pierre de Bauduy de Bellevue.
När den haitiska revolutionen utbröt 1791 barrikaderade sig maken och en grupp vita män på parets plantage i ett försök att skydda den. Hennes föräldrar mördades och paret flydde slutligen med en båt till Philadelphia i USA. Maken startade där DuPont och sålde 1795 sin plantage på Haiti.